# Brayan Cortés
Brayan Josué Cortés Fernández (Iquique, 11 de marzo de 1995) es un futbolista chileno que se desempeña como guardameta. Actualmente juega en Peñarol de la Primera División de Uruguay.

## Trayectoria

### Deportes Iquique (2013-2018)
Hizo su estreno en el primer equipo de Deportes Iquique el 21 de julio de 2013, en un encuentro válido por la fecha 5 del Grupo 8 la Copa Chile 2013-14, ante Deportes Antofagasta. En dicho partido, ingresó a los 22' de juego por el lesionado Rodrigo Naranjo, con la camiseta número 12 en su espalda, cumpliendo una correcta actuación en el triunfo 4-0 de su equipo.
Debutó en Primera División el 30 de abril de 2014, siendo titular en la derrota iquiqueña por 3 a 0 ante Ñublense en un encuentro correspondiente a la 13° fecha del Torneo de Clausura. A nivel internacional, disputó su primer partido oficial durante la Copa Sudamericana 2014 ante Universitario de Sucre de Bolivia, en la derrota 2 a 0 de Deportes Iquique en el Estadio Olímpico Patria de Sucre.

### Colo-Colo (2018-2025)
El 22 de diciembre de 2017, la directiva de Colo-Colo confirmó el fichaje del jugador por cuatro años. Su debut en el equipo albo se produjo el 6 de  mayo de 2018, con una victoria 3 a 1 sobre Everton, en un encuentro válido por la fecha 12 del Torneo Nacional de aquel año. Tras ser suplente de Agustín Orion durante 2018, se habló de que sería cedido en busca de minutos de juego, tras la llegada al conjunto albo de Mario Salas para la temporada 2019, Cortés fue nombrado titular en desmedro de Orión.
La temporada 2019 fue su consolidación en Colo-Colo, con actuaciones que llevaron al guardameta a ser nominado a la selección nacional.
Al finalizar la temporada 2024 el jugador dejó el club tras manifestar su deseo de jugar en el extranjero. 
El jugador buscó club en el extranjero tras no renovar con Colo-Colo, pero no llegó a un acuerdo con ningún equipo y volvió al equipo chileno, donde su rendimiento ha sido bastante cuestionado por hinchas, siendo un gran blanco de las críticas en la temporada 2025.
Tras un acuerdo entre Colo-Colo y el Club Atlético Peñarol en el 6 de agosto de 2025, firma un acuerdo de cesión por una duración de 6 meses.
Debutó con Peñarol en el 9 de agosto de 2025 contra el Club Nacional de Fútbol, el clásico uruguayo tras la segunda fecha del campeonato clausura y mostró un gran nivel futbolístico a lo que los fanáticos de Peñarol lo apodaron "El Flaite".

## Selección nacional

### Selecciones menores
El día 3 de enero de 2013, es considerado por el entrenador Mario Salas en la nómina definitiva de la Selección chilena Sub-20 para disputar el Sudamericano de la categoría clasificatorio para la Copa Mundial de Turquía del mismo año. Durante el Sudamericano, el arquero titular fue Darío Melo. Pese a ello, y tras la expulsión de Melo ante Colombia, Mario Salas hizo debutar a Cortés el día 15 de enero en el partido de la 4° fecha del Grupo A disputado ante Paraguay, compromiso que acabó 3-2 a favor de Chile, con destacada actuación del meta iquiqueño, siendo elegido el mejor del encuentro. Finalmente, Chile clasificó al Mundial de Turquía ubicándose en la 4° posición del hexagonal final del Sudamericano de Argentina.
El día 2 de junio de 2013, la ANFP dio a conocer la nómina de 21 jugadores elegidos por Mario Salas para disputar la Copa Mundial Sub-20 de 2013 de Turquía, donde Cortés fue incluido dentro de los tres arqueros citados junto a Darío Melo y Álvaro Salazar. En aquel certamen, el jugador no sumó minutos, y se mantuvo en el banco de suplente durante los cinco encuentros que Chile disputó en la cita mundialista.
Ya con experiencia en Primera División, el entonces técnico de la Selección chilena Sub-20, Hugo Tocalli, lo incluyó en la nómina de 23 jugadores que viajaron a Uruguay para disputar el Sudamericano Sub-20 de 2015, certamen en el cual no sumó minutos, siendo Chile eliminando en primera fase, tras tres derrotas y solo un triunfo en dicho torneo.
En mayo de 2014, fue incluido en la nómina de 20 jugadores entregada por el director técnico Claudio Vivas para representar a Chile en el Torneo Esperanzas de Toulon de 2014, categoría sub-21, a disputarse entre el 21 de mayo y el 1 de junio. En dicho certamen, estuvo presente en dos partidos y recibió cinco goles en contra, siendo su selección eliminada en primera fase, tras sumar apenas dos puntos en los cuatro encuentros que disputó.
El día 29 de julio de 2017, fue incluido en una nómina de veinte jugadores de proyección, categoría sub-21, dada a conocer por la ANFP de cara al encuentro amistoso disputado el 1 de septiembre del mismo año contra la selección francesa sub-21 en el Stade Francis-Le-Basser de Laval. El equipo fue dirigido por el entrenador de la selección chilena sub-20, Héctor Robles, en coordinación con el personal de la selección absoluta. Finalmente, el portero fue titular y disputó los 90', mientras que el encuentro terminó igualado 1 a 1.

#### Participación en sudamericanos
| Torneo                      | Sede      | Resultado    | Partidos | Goles |
| --------------------------- | --------- | ------------ | -------- | ----- |
| Sudamericano Sub-20 de 2013 | Argentina | Cuarto lugar | 1        | -2    |
| Sudamericano Sub-20 de 2015 | Uruguay   | Primera fase | 0        | 0     |

#### Participaciones en mundiales juveniles
| Mundial                     | Sede    | Resultado        | PJ | Goles |
| --------------------------- | ------- | ---------------- | -- | ----- |
| Copa Mundial Sub-20 de 2013 | Turquía | Cuartos de final | 0  | 0     |

#### Participaciones en torneos Esperanzas de Toulon
| Torneo                              | Sede    | Resultado    | Partidos | Goles |
| ----------------------------------- | ------- | ------------ | -------- | ----- |
| Torneo Esperanzas de Toulon de 2014 | Francia | Primera fase | 2        | 0     |

#### Participaciones en Juegos
| Competición               | Sede     | Resultado        | Partidos | Goles |
| ------------------------- | -------- | ---------------- | -------- | ----- |
| Juegos Panamericanos 2023 | Santiago | Medalla de plata | 5        | -1    |

#### Detalles de partidos
| Partidos internacionales con Selección Chilena Sub-23 | Partidos internacionales con Selección Chilena Sub-23 | Partidos internacionales con Selección Chilena Sub-23 | Partidos internacionales con Selección Chilena Sub-23 | Partidos internacionales con Selección Chilena Sub-23 | Partidos internacionales con Selección Chilena Sub-23 | Partidos internacionales con Selección Chilena Sub-23 | Partidos internacionales con Selección Chilena Sub-23 |
| N.º                                                   | Fecha                                                 | Estadio                                               | Local                                                 | Resultado                                             | Visitante                                             | Goles                                                 | Competición                                           |
| ----------------------------------------------------- | ----------------------------------------------------- | ----------------------------------------------------- | ----------------------------------------------------- | ----------------------------------------------------- | ----------------------------------------------------- | ----------------------------------------------------- | ----------------------------------------------------- |
| 1                                                     | 23 de octubre de 2023                                 | Estadio Sausalito, Viña del Mar, Chile                | Chile                                                 | 1-0                                                   | México                                                |                                                       | Juegos Panamericanos 2023                             |
| 2                                                     | 26 de octubre de 2023                                 | Estadio Elías Figueroa, Valparaíso, Chile             | Chile                                                 | 1-0                                                   | Uruguay                                               |                                                       | Juegos Panamericanos 2023                             |
| 3                                                     | 29 de octubre de 2023                                 | Estadio Sausalito, Viña del Mar, Chile                | Chile                                                 | 5-0                                                   | República Dominicana                                  |                                                       | Juegos Panamericanos 2023                             |
| 4                                                     | 1 de noviembre de 2023                                | Estadio Elías Figueroa, Valparaíso, Chile             | Chile                                                 | 1-0                                                   | Estados Unidos                                        |                                                       | Juegos Panamericanos 2023                             |
| 5                                                     | 4 de noviembre de 2023                                | Estadio Sausalito, Viña del Mar, Chile                | Chile                                                 | 1-1 (t. s.) 2-4p                                      | Brasil                                                | -1                                                    | Juegos Panamericanos 2023                             |
| Total                                                 | Total                                                 | Total                                                 | Presencias                                            | 4                                                     | Goles                                                 | -1                                                    |                                                       |

### Selección adulta
El día 1 de octubre de 2017, fue incluido en la nómina de jugadores del medio local que se sumó a los nominados que militan extranjero para enfrentar la última doble fecha de las Clasificatorias Rusia 2018, donde Chile enfrentó a Ecuador y Brasil los días 5 y 10 de octubre, respectivamente. De esta forma, el joven portero recibió su primera nominación a la selección chilena dirigida por Juan Antonio Pizzi. Lamentablemente, su selección terminó en el sexto lugar de la clasificación general, no pudiendo clasificar a la Copa del Mundo Rusia 2018.
El 14 de marzo de 2018 recibió su segunda convocatoria a la selección absoluta, esta vez bajo la dirección técnica de Reinaldo Rueda, quien lo incluyó en un listado de veinticinco jugadores nominados para enfrentar los compromisos amistosos ante Suecia y Dinamarca que se disputaron en Estocolmo y Aalborg los días 24 y 27 de marzo, respectivamente. En 2019, Cortés formó parte de la nómina que afrontó la Copa América de Brasil, obteniendo un 4.º lugar.
En el año 2020, durante las Eliminatorias a Catar 2022, tras la lesión del arquero titular Gabriel Arias, Cortés jugó el partido de la segunda fecha ante Colombia, que terminó con un empate 2:2. Durante el año 2022, durante las Eliminatorias a Catar 2022, tras el malestar físico del arquero titular Claudio Bravo, Cortés jugó desde el minuto 35, en un partido que terminaría en derrota por 1-2. Sin embargo, Cortés no recibió goles. Posteriormente, 5 días después, en La Paz, Cortés entró como titular, en el triunfo 2-3 de Chile ante Bolivia.

#### Participaciones en Copa América
| Torneo            | Sede           | Resultado      | Partidos | Goles | Asist. |
| ----------------- | -------------- | -------------- | -------- | ----- | ------ |
| Copa América 2019 | Brasil         | Cuarto lugar   | 0        | 0     | 0      |
| Copa América 2024 | Estados Unidos | Fase de grupos | 0        | 0     | 0      |

#### Participaciones en Clasificatorias a Copas del Mundo
| Eliminatorias                   | Sede       | Resultado | Posición | Partidos | Goles | V. I. |
| ------------------------------- | ---------- | --------- | -------- | -------- | ----- | ----- |
| Eliminatorias a Catar 2022      | Sudamérica | Eliminado | 7°       | 4        | -6    | 1     |
| Eliminatorias Norteamérica 2026 | Sudamérica | Eliminado | 10°      | 14       | -19   | 5     |

### Partidos internacionales
Actualizado hasta el 10 de junio de 2025.
| Partidos internacionales | Partidos internacionales | Partidos internacionales                                        | Partidos internacionales | Partidos internacionales | Partidos internacionales | Partidos internacionales | Partidos internacionales          |
| N.º                      | Fecha                    | Estadio                                                         | Local                    | Resultado                | Visitante                | Goles                    | Competición                       |
| ------------------------ | ------------------------ | --------------------------------------------------------------- | ------------------------ | ------------------------ | ------------------------ | ------------------------ | --------------------------------- |
| 1                        | 16 de octubre de 2018    | Estadio La Corregidora, Querétaro, México                       | México                   | 0-1                      | Chile                    |                          | Amistoso                          |
| 2                        | 20 de noviembre de 2018  | Estadio Germán Becker, Temuco, Chile                            | Chile                    | 4-1                      | Honduras                 | -1                       | Amistoso                          |
| 3                        | 6 de junio de 2019       | Estadio La Portada, La Serena, Chile                            | Chile                    | 2-1                      | Haití                    | -1                       | Amistoso                          |
| 4                        | 13 de octubre de 2020    | Estadio Nacional Julio Martínez Prádanos, Santiago, Chile       | Chile                    | 2-2                      | Colombia                 | -2                       | Clasificatorias Catar 2022        |
| 5                        | 27 de enero de 2022      | Estadio Zorros del Desierto, Calama, Chile                      | Chile                    | 1-2                      | Argentina                |                          | Clasificatorias Catar 2022        |
| 6                        | 1 de febrero de 2022     | Estadio Hernando Siles, La Paz, Bolivia                         | Bolivia                  | 2-3                      | Chile                    | -2                       | Clasificatorias Catar 2022        |
| 7                        | 29 de marzo de 2022      | Estadio San Carlos de Apoquindo, Santiago, Chile                | Chile                    | 0-2                      | Uruguay                  | -2                       | Clasificatorias Catar 2022        |
| 8                        | 23 de septiembre de 2022 | RCDE Stadium, Cornellá y El Prat, España                        | Marruecos                | 2-0                      | Chile                    | -2                       | Amistoso                          |
| 9                        | 20 de noviembre de 2022  | Tehelné pole, Bratislava, Eslovaquia                            | Eslovaquia               | 0-0                      | Chile                    |                          | Amistoso                          |
| 10                       | 20 de junio de 2023      | Estadio Ramón Aguilera Costas, Santa Cruz de la Sierra, Bolivia | Bolivia                  | 0-0                      | Chile                    |                          | Amistoso                          |
| 11                       | 8 de septiembre de 2023  | Estadio Centenario, Montevideo, Uruguay                         | Uruguay                  | 3-1                      | Chile                    | -3                       | Clasificatorias Norteamérica 2026 |
| 12                       | 12 de septiembre de 2023 | Estadio Monumental, Santiago, Chile                             | Chile                    | 0-0                      | Colombia                 |                          | Clasificatorias Norteamérica 2026 |
| 13                       | 12 de octubre de 2023    | Estadio Monumental, Santiago, Chile                             | Chile                    | 2-0                      | Perú                     |                          | Clasificatorias Norteamérica 2026 |
| 14                       | 17 de octubre de 2023    | Estadio Monumental, Maturín, Venezuela                          | Venezuela                | 3-0                      | Chile                    | -3                       | Clasificatorias Norteamérica 2026 |
| 15                       | 16 de noviembre de 2023  | Estadio Monumental, Santiago, Chile                             | Chile                    | 0-0                      | Paraguay                 |                          | Clasificatorias Norteamérica 2026 |
| 16                       | 21 de noviembre de 2023  | Estadio Rodrigo Paz Delgado, Quito, Ecuador                     | Ecuador                  | 1-0                      | Chile                    | -1                       | Clasificatorias Norteamérica 2026 |
| 17                       | 10 de octubre de 2024    | Estadio Nacional Julio Martínez Prádanos, Santiago, Chile       | Chile                    | 1-2                      | Brasil                   | -2                       | Clasificatorias Norteamérica 2026 |
| 18                       | 15 de octubre de 2024    | Estadio Metropolitano Roberto Meléndez, Barranquilla, Colombia  | Colombia                 | 4-0                      | Chile                    | -4                       | Clasificatorias Norteamérica 2026 |
| 19                       | 15 de noviembre de 2024  | Estadio Monumental "U", Lima, Perú                              | Perú                     | 0-0                      | Chile                    |                          | Clasificatorias Norteamérica 2026 |
| 20                       | 19 de noviembre de 2024  | Estadio Nacional Julio Martínez Prádanos, Santiago, Chile       | Chile                    | 4-2                      | Venezuela                | -2                       | Clasificatorias Norteamérica 2026 |
| 21                       | 8 de febrero de 2025     | Estadio Nacional Julio Martínez Prádanos, Santiago, Chile       | Chile                    | 6-1                      | Panamá                   | -1                       | Amistoso                          |
| 22                       | 20 de marzo de 2025      | Estadio Defensores del Chaco, Asunción, Paraguay                | Paraguay                 | 1-0                      | Chile                    | -1                       | Clasificatorias Norteamérica 2026 |
| 23                       | 25 de marzo de 2025      | Estadio Nacional Julio Martínez Prádanos, Santiago, Chile       | Chile                    | 0-0                      | Ecuador                  |                          | Clasificatorias Norteamérica 2026 |
| 24                       | 5 de junio de 2025       | Estadio Nacional Julio Martínez Prádanos, Santiago, Chile       | Chile                    | 0-1                      | Argentina                | -1                       | Clasificatorias Norteamérica 2026 |
| 25                       | 10 de junio de 2025      | Estadio Municipal de El Alto, El Alto, Bolivia                  | Bolivia                  | 2-0                      | Chile                    | -2                       | Clasificatorias Norteamérica 2026 |
| Total                    | Total                    | Total                                                           | Presencias               | 25                       | Goles                    | -30                      |                                   |

| Selección chilena | Selección chilena | Selección chilena |
| Año               | Partidos          | Goles             |
| ----------------- | ----------------- | ----------------- |
| 2018              | 2                 | -1                |
| 2019              | 1                 | -1                |
| 2020              | 1                 | -2                |
| 2022              | 5                 | -6                |
| 2023              | 7                 | -7                |
| 2024              | 4                 | -8                |
| 2025              | 5                 | -5                |
| Total             | 25                | -30               |

## Estadísticas

### Clubes
Actualizado al último partido disputado el 15 de agosto de 2025.
| Club                     | Div.             | Temporada        | Liga  | Liga  | Copas nacionales | Copas nacionales | Torneos internacionales | Torneos internacionales | Total | Total |
| Club                     | Div.             | Temporada        | Part. | Goles | Part.            | Goles            | Part.                   | Goles                   | Part. | Goles |
| ------------------------ | ---------------- | ---------------- | ----- | ----- | ---------------- | ---------------- | ----------------------- | ----------------------- | ----- | ----- |
| Deportes Iquique · Chile | 1.ª              | 2013-14          | 2     | -4    | 2                | -2               | —                       | —                       | 4     | -6    |
| Deportes Iquique · Chile | 1.ª              | 2014-15          | 8     | -12   | 1                | -3               | 1                       | -2                      | 10    | -17   |
| Deportes Iquique · Chile | 1.ª              | 2015-16          | —     | —     | 2                | -2               | —                       | —                       | 2     | -2    |
| Deportes Iquique · Chile | 1.ª              | 2016-17          | 13    | -17   | 2                | -3               | 5                       | -8                      | 20    | -28   |
| Deportes Iquique · Chile | 1.ª              | 2017             | 15    | -20   | 2                | -2               | 2                       | -6                      | 19    | -28   |
| Deportes Iquique · Chile | Total club       | Total club       | 38    | -53   | 9                | -12              | 8                       | -16                     | 55    | -81   |
| Colo Colo · Chile        | 1.ª              | 2018             | 2     | -3    | 1                | -2               | —                       | —                       | 3     | -5    |
| Colo Colo · Chile        | 1.ª              | 2019             | 24    | -30   | 2                | -2               | 2                       | -1                      | 28    | -33   |
| Colo Colo · Chile        | 1.ª              | 2020             | 30    | -37   | 1                | -4               | 5                       | -6                      | 36    | -47   |
| Colo Colo · Chile        | 1.ª              | 2021             | 27    | -18   | 7                | -6               | —                       | —                       | 34    | -24   |
| Colo Colo · Chile        | 1.ª              | 2022             | 27    | -16   | 3                | -3               | 8                       | -15                     | 38    | -34   |
| Colo Colo · Chile        | 1.ª              | 2023             | 21    | -20   | 4                | -2               | 4                       | -2                      | 29    | -24   |
| Colo Colo · Chile        | 1.ª              | 2024             | 23    | -18   | 3                | 0                | 14                      | -10                     | 40    | -28   |
| Colo Colo · Chile        | 1.ª              | 2025             | 8     | -9    | 2                | -3               | 5                       | -12                     | 15    | -24   |
| Colo Colo · Chile        | Total club       | Total club       | 162   | -151  | 23               | -22              | 38                      | -46                     | 223   | -219  |
| Peñarol · Uruguay        | 1.ª              | 2025             | 2     | -2    | —                | —                | 1                       | 0                       | 3     | -2    |
| Peñarol · Uruguay        | Total club       | Total club       | 2     | -2    | 0                | 0                | 1                       | 0                       | 3     | -2    |
| Total en carrera         | Total en carrera | Total en carrera | 202   | -206  | 32               | -34              | 47                      | -62                     | 281   | -302  |
| 1. 2. 3.                 |                  |                  |       |       |                  |                  |                         |                         |       |       |

### Selecciones
Actualizado al último partido disputado el 10 de junio de 2025.
| Selección      | Temporada     | Amistosos | Amistosos | Sudamérica | Sudamérica | Mundial | Mundial | Total | Total |
| Selección      | Temporada     | Part.     | Goles     | Part.      | Goles      | Part.   | Goles   | Part. | Goles |
| -------------- | ------------- | --------- | --------- | ---------- | ---------- | ------- | ------- | ----- | ----- |
| Sub-20 · Chile | 2013          | —         | —         | 1          | -2         | 0       | 0       | 1     | -2    |
| Sub-20 · Chile | Total         | 0         | 0         | 1          | -2         | 0       | 0       | 1     | -2    |
| Sub-21 · Chile | 2014          | 2         | -5        | —          | —          | —       | —       | 2     | -5    |
| Sub-21 · Chile | Total         | 2         | -5        | 0          | 0          | 0       | 0       | 2     | -5    |
| Sub-23 · Chile | 2023          | 1         | 0         | 5          | -1         | —       | —       | 6     | -1    |
| Sub-23 · Chile | Total         | 1         | 0         | 5          | -1         | 0       | 0       | 6     | -1    |
| Adulta · Chile | 2018          | 2         | -1        | —          | —          | —       | —       | 2     | -1    |
| Adulta · Chile | 2019          | 1         | -1        | —          | —          | —       | —       | 1     | -1    |
| Adulta · Chile | 2020          | —         | —         | 1          | -2         | —       | —       | 1     | -2    |
| Adulta · Chile | 2021          | —         | —         | —          | —          | —       | —       | 0     | 0     |
| Adulta · Chile | 2022          | 2         | -2        | 3          | -4         | —       | —       | 5     | -6    |
| Adulta · Chile | 2023          | 1         | 0         | 6          | -7         | —       | —       | 7     | -7    |
| Adulta · Chile | 2024          | —         | —         | 4          | -8         | —       | —       | 4     | -8    |
| Adulta · Chile | 2025          | 1         | -1        | 4          | -4         | —       | —       | 5     | -5    |
| Adulta · Chile | Total         | 7         | -5        | 18         | -25        | 0       | 0       | 25    | -30   |
| Total carrera  | Total carrera | 10        | -10       | 24         | -28        | 0       | 0       | 34    | -38   |
| 1.             |               |           |           |            |            |         |         |       |       |

### Resumen estadístico
| Competición           | Partidos | Goles |
| --------------------- | -------- | ----- |
| Primera División      | 201      | -204  |
| Copas nacionales      | 32       | -34   |
| Copas internacionales | 47       | -62   |
| Selección Sub-17      | 1        | -2    |
| Selección Sub-21      | 2        | -5    |
| Selección Sub-23      | 6        | -1    |
| Selección adulta      | 25       | -30   |
| Total                 | 314      | -338  |

## Palmarés

### Campeonatos nacionales
| Título             | Equipo           | País  | Año     |
| ------------------ | ---------------- | ----- | ------- |
| Copa Chile         | Deportes Iquique | Chile | 2013-14 |
| Supercopa de Chile | C.S.D. Colo-Colo | Chile | 2018    |
| Copa Chile         | C.S.D. Colo-Colo | Chile | 2019    |
| Copa Chile         | C.S.D. Colo-Colo | Chile | 2021    |
| Supercopa de Chile | C.S.D. Colo-Colo | Chile | 2022    |
| Primera División   | C.S.D. Colo-Colo | Chile | 2022    |
| Copa Chile         | C.S.D. Colo-Colo | Chile | 2023    |
| Primera División   | C.S.D. Colo-Colo | Chile | 2024    |
| Supercopa de Chile | C.S.D. Colo-Colo | Chile | 2024    |

### Distinciones individuales
| Distinción                                  | Año  |
| ------------------------------------------- | ---- |
| Mejor atajada del año en la Gala Crack Easy | 2022 |
| Equipo ideal del año en la Gala Crack Easy  | 2022 |
| Equipo ideal del año en la Gala Crack Easy  | 2023 |
| Mejor atajada del año en la Gala Crack Easy | 2024 |
| Equipo ideal del año en la Gala Crack Easy  | 2024 |